# Scobinancistrus pariolispos
Scobinancistrus pariolispos és una espècie de peix de la família dels loricàrids i de l'ordre dels siluriformes.

## Morfologia
- Els mascles poden assolir 24,1 cm de longitud total.[3][4]

## Hàbitat
És un peix d'aigua dolça i de clima tropical (24 °C-30 °C).

## Distribució geogràfica
Es troba a Sud-amèrica: conques dels rius Tocantins i Tapajós al Brasil.